# Stadio Serra Dourada
L'Estádio do Governo do Estado de Goiás, meglio noto come Stadio Serra Dourada, è uno stadio di calcio situato a Goiânia, nello Stato brasiliano del Goiás.
Lo stadio, inaugurato il 9 marzo 1975, ha una capienza di 54.049 spettatori e vi disputano le partite casalinghe il Goiás, il Vila Nova e l'Atlético Goianiense.